# Can Morera de la Vall
Can Morera de la Vall és una obra de Sant Andreu de Llavaneres (Maresme) protegida com a Bé Cultural d'Interès Local.

## Descripció
Masia de tres cossos de tipus basilical. Consta de planta baixa i pis. En el cos central, més elevat i teulada a doble vessant, té unes golfes. La resta de l'immoble té teulada a una sola vessant. A la planta baixa antigament hi havia tres portals rodons, els dos dels extrems s'han reconvertit en finestres. El portal que resta és construït amb pedra granítica amb dovelles de grans dimensions. Al seu damunt hi ha una finestra de pedra amb llinda i una inscripció amb la data de construcció de la casa (1580) amb el nom de Joan Morera gravat, el que va ser el seu propietari. En el cos de la banda de ponent hi ha un habitatge a part que probablement ocupaven els jornalers. A la banda del darrere hi ha una nau nova de dues altures, de les quals la part baixa és el celler i la part alta era la pallissa. Aquest és de construcció posterior, del segle XVII; en una finestra hi ha la inscripció: "Joseph Morera 1676".
(Text procedent del POUM)